# Студенянська сільська територіальна громада
Студенянська сільська територіальна громада — територіальна громада в Україні, в Тульчинському районі Вінницької області. Адміністративний центр — село Студена.
Площа громади — 129,32 км², населення — 3335 мешканців (2018). 5911 мешканців (2020) 
Утворена 6 листопада 2015 року шляхом об'єднання Гонорівської та Студенянської сільських рад Піщанського району.
12 червня 2020 року громада утворена у складі Болганської, Гонорівської, Грабарівської, Кукулівської, Студенянської, Трибусівської сільських рад Піщанського району.

## Населені пункти
До складу громади входять 10 сіл і 5 селищ:
| Населений пункт | Населення (2015) |
| --------------- | ---------------- |
| Студена         | 1927             |
| Гонорівка       | 642              |
| Брохвичі        | 157              |
| Червона Поляна  | 153              |
| Чабанове        | 144              |
| Затишне         | 91               |
| Палійове        | 77               |
| Козацьке        | 30               |
| П'ятихатка      | 26               |

а також села: Болган, Верхня Слобідка, Грабарівка, Калинівка, Кукули, Трибусівка.

## Галерея

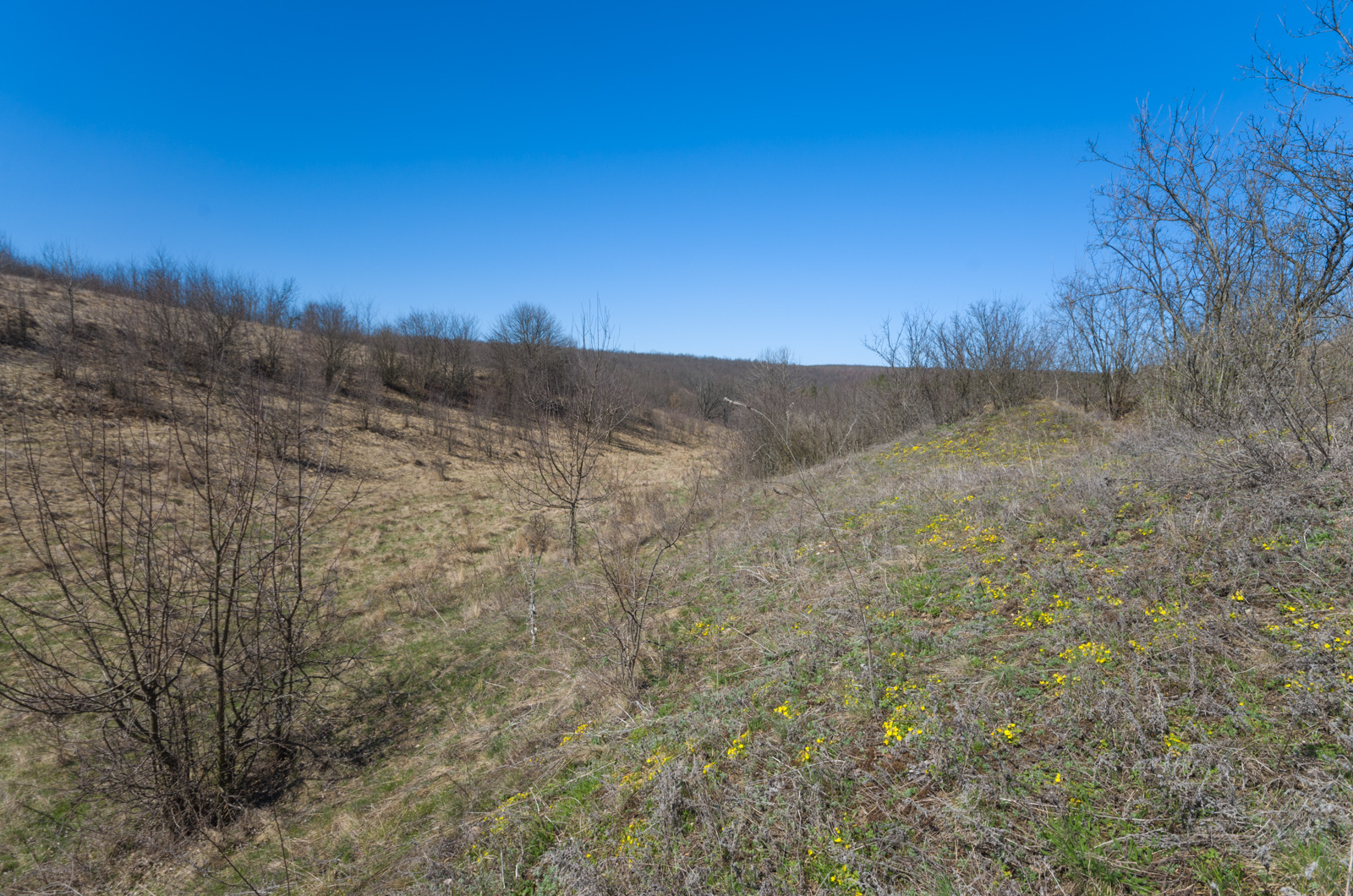
Заказник Кукулянська дача у селі Болган